# Хендерсон Силвер Найтс
«Хендерсон Силвер Найтс» (англ. Henderson Silver Knights) — профессиональный хоккейный клуб, выступающий в Американской хоккейной лиге. Базируется в городе Хендерсон, штат Невада, США. Является фарм-клубом команды НХЛ «Вегас Голден Найтс».

## История
6 февраля 2020 года «Вегас Голден Найтс» объявили о том, что они приобрели франшизу «Сан-Антонио Рэмпейдж» у Spurs Sports & Entertaiment с намерением перевезти её в штат Невада. Покупка и последующий переезд были одобрены лигой 28 февраля.
28 мая 2020 года владелец «Вегас Голден Найтс» Билл Фоули объявил, что команда будет именоваться «Хендерсон Силвер Найтс».
Изначально команда проводила свои домашние игры на «Орлеан Арене» в Парадайсе, недалеко от «Ти-Мобайл Арены», где выступают «Вегас Голден Найтс». В то же время в Хендерсоне был построен «Доллар Лоан-центр» (теперь «Ли'с Фэмили Форум»), который после завершения строительства стал постоянным домом «Силвер Найтс». Команда провела там свои первые домашние матчи ближе к концу сезона 2021-22.

## Капитаны команды
- Патрик Браун, 2020–21
- Райан Мёрфи, 2021
- Брайден Пачал, 2022–23
- Джейк Бишофф, 2023–н.в.[5]